# Coelognathus philippinus
Espèce
Synonymes
- Elaphe philippina Griffin, 1909
- Coelognathus erythrurus philippinus (Griffin, 1909)

Coelognathus philippinus est une espèce de serpents de la famille des Colubridae.

## Répartition
Cette espèce est endémique des Philippines. Elle se rencontre à Balabac, à Busuanga, à Culion, à Palawan, à Bongao, à Sanga-Sanga, à Sibutu, à Tawi-Tawi.

## Publication originale
- Griffin, 1909 : A list of snakes found in Palawan. The Philippine journal of science, vol. 4, p. 595-601 (texte intégral).